# Conversations de Malines

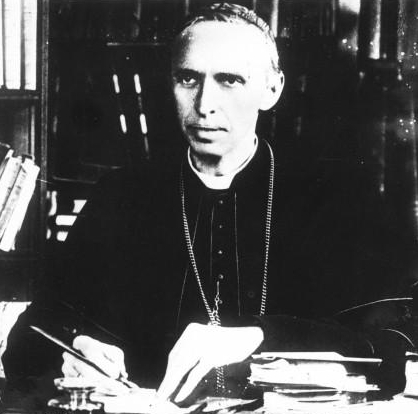
Le cardinal Mercier en 1914.

Les conversations de Malines est le nom qu'a retenu l'Histoire pour désigner les cinq réunions entre diverses personnalités anglicanes et catholiques, qui se sont tenues entre 1921 et 1925 à l'archevêché de Malines à l'initiative Charles Lindley Wood, vicomte d'Halifax et du Père Lazariste Fernand Portal, sous la direction du primat de Belgique, le Cardinal Désiré-Joseph Mercier.

## Un processus inédit
Ces rencontres constituent un premier échange officieux et audacieux entre catholiques et anglicans avec l'accord semi-tacite des autorités des deux parties, l'Archevêque de Cantorbéry Randall Thomas Davidson et le Pape Pie XI, à une époque où l'Église catholique est pourtant très soucieuse de la montée du modernisme. 
La mort du Cardinal Mercier en 1926 porte un coup fatal au processus. Les réticences de plus en plus marquées de l'Archevêque de Cantorbéry et l'hostilité de la hiérarchie catholique anglaise, notamment des cardinaux Francis Bourne et Francis Aidan Gasquet font le reste. 
L'encyclique Mortalium Animos (1928) bloquera peu après l'entreprise œcuménique du côté catholique et il faudra attendre Vatican II pour qu'un dialogue œcuménique puisse reprendre. En mars 1966, le Pape Paul VI et l'Archevêque de Cantorbéry, Michael Ramsey décident de reprendre un dialogue officiel entre l'Église catholique et la Communion anglicane. 
Néanmoins, certains considèrent que les conversations de Malines sont une étape cruciale dans l'histoire contemporaine de l'œcuménisme. Un large éventail de points y avait été abordé (la primauté d'honneur, la présence réelle, l'eucharistie, l'épiscopat,...) qui préfigurent les discussions ultérieures entre anglicans et catholiques. Celles-ci se poursuivent de nos jours avec la Commission internationale anglicane-catholique romaine (discussions conclues par les accords dits ARCIC I et II). Par ailleurs, les contacts œcuméniques se sont toujours poursuivis entre Belges et Anglais, depuis Malines.

## Un essai de renouveau
En 2013, des théologiens et évêques anglicans et catholiques (anglo-saxons et belges) ont lancé des rencontres annuelles pour réfléchir aux questions posant encore problème entre anglicans et catholiques. Ce Malines conversations Group se réfère explicitement aux Conversations de Malines des années 1920.

## Sources partielles
- Article Malines Conversations, in An Episcopal Dictionary of the Church, A User Friendly Reference for Episcopalians," éd. Church Publishing Incorporated, New York, en ligne
- Stanley L. Jaki, The Malines Conversations & What Was Malign There,in New Oxford Revue, juillet-août 2002, En ligne